# Jonny Clayton
Jonny Clayton (* 4. Oktober 1974 in Pontyberem, Carmarthenshire, Wales) ist ein walisischer Dartspieler. Sein Spitzname ist The Ferret, auf Deutsch Frettchen. Diesen Beinamen bekam er bereits während seiner Zeit im Amateurrugby und spielt auf seine damalige Wendigkeit an.

## Karriere
Clayton spielte von 2008 bis 2015 in der BDO. 2017 konnte er sein erstes PDC-Turnier gewinnen, 2020 sein erstes Major. Im Kalenderjahr 2021 gewann er schließlich mehr Major-Titel als jeder andere Spieler und stieg in die Top 8 der Weltrangliste ein.

### BDO
Seinen ersten größeren Erfolg in der BDO feierte Clayton 2012 bei dem WDF Europe Cup. Clayton konnte das Halbfinale erreichen und verlor hier gegen den damals amtierenden BDO-Weltmeister Christian Kist. Danach konnte Clayton, außer einen Viertelfinaleinzug bei den BDO International Open 2014, keine weiteren Erfolge in der BDO für sich verbuchen.

### Erste Titel bei der PDC
Trotz ausbleibender größerer Erfolge in der BDO entschied Clayton sich 2015 zur PDC zu wechseln. Hier konnte er sich am letzten Tag der Qualifying School 2015 eine Tour Card für zwei Jahre erspielen. Bei der PDC spielte Clayton deutlich erfolgreicher als bei der BDO zuvor und stieg stetig in der PDC Order of Merit auf. 2017 feierte Clayton sein WM Debüt. In der ersten Runde war er siegreich gegen seinen Landsmann Gerwyn Price. Er schied schlussendlich in der zweiten Runde gegen den Engländer Ian White aus. Im Laufe des Jahres 2017 konnte Clayton sein erstes Turnier auf der PDC Pro Tour gewinnen, im Finale gewann er mit 6:1 gegen James Wilson. Seinen bis dato größten Erfolg feierte Clayton bei den Players Championship Finals 2017, er erreichte erstmals in seiner Laufbahn ein Finale in einem Major Turnier der PDC. Letztendlich musste er sich nur Michael van Gerwen geschlagen geben. Bei seiner zweiten WM-Teilnahme konnte er allerdings nicht an seine Leistungen bei den Players Championship Finals anschließen und verlor in der ersten Runde mit 0:3 gegen seinen Landsmann Jamie Lewis.
Nach einem schleppenden Start in das Jahr 2018 feierte er mit einem 8:5 gegen Gerwyn Price seinen ersten Turniersieg auf der European Tour bei den Austrian Darts Open in Graz. Bei den UK Open 2020 gelang ihm im Achtelfinale am 7. März 2020 bei seinem 10:8-Sieg gegen Chris Dobey sein erster Neun-Darter vor laufenden TV-Kameras. Am 8. November 2020 konnte Clayton seinen bis dato größten Erfolg feiern, als er an der Seite von Gerwyn Price den World Cup of Darts für Wales gewann. Im Finale setzten sich die Waliser dabei glatt mit 3:0 gegen die an Nummer eins gesetzten Engländer durch, die mit Michael Smith und Rob Cross an den Start gegangen waren.

### 2021: Vier Major-Siege
Am 31. Januar 2021 setzte er sich im Finale des Masters 2021 mit 11:8 gegen Mervyn King durch und gewann erstmals ein Einzel-Major-Turnier. In diesem Turnier spielte er im Viertelfinale gegen James Wade eine Doppelquote von 91 Prozent und stellte damit einen neuen Rekord für den Modus „Best of 19 Legs“ auf. Nach seinem Finalsieg wurde seine Teilnahme an der Premier League 2021 verkündet. Bei den Players Championships 2021 gewann er das Players Championship 4 und das Players Championship 7. Bei der Premier League Darts 2021 gelang ihm am dritten Spieltag am 7. April 2021 bei seinem 7:3-Sieg gegen José de Sousa ein Neun-Darter.
Er beendete das Turnier nach 16 Spieltagen auf Rang vier und qualifizierte sich somit für die Play-offs. Hier bezwang er im Halbfinale Michael van Gerwen mit 10:8. Im Finale besiegte er José de Sousa mit 11:5 Legs. Er war damit der vierte Debütant nach Gary Anderson 2011, Michael van Gerwen 2013 und Glen Durrant 2020, der die Premier League auf Anhieb gewinnen konnte. Außerdem war er der erste Waliser, der die Premier League für sich entscheiden konnte. Im Oktober gewann Clayton auch noch den World Grand Prix und damit sein erstes Major-Turnier vor Zuschauern und sein erstes Major-Ranglistenturnier. Durch den Erfolg zog Clayton erstmals in die Top 10 der PDC Order of Merit ein. Im Finale bezwang er den amtierenden Weltmeister Gerwyn Price mit 5:1 Sätzen; außerdem spielte er im Laufe des Turniers zwei 170er-Finishes.
Sein Lauf im Jahr 2021 machte auch vor den World Series of Darts Finals nicht Halt. Hier bezwang er erneut Landsmann Gerwyn Price im Viertelfinale, nachdem er bereits mit fünf Legs zurückgelegen hatte, bevor er im Finale Dimitri Van den Bergh mit 11:6 bezwang und den nächsten Majortitel einfuhr.
Beim Grand Slam of Darts 2021 errang Clayton mit drei Siegen aus drei Spielen den ersten Platz in seiner Gruppe. Im Achtelfinale schlug er Nathan Rafferty, ehe er im Viertelfinale erneut auf Gerwyn Price traf, der diesmal die Oberhand behielt und am Ende den Titel gewann. Bei den Players Championship Finals 2021 unterlag Clayton im Halbfinale gegen den späteren Turniersieger Peter Wright.
Mit vier PDC-Major-Titeln wurde Clayton in dieser Hinsicht der erfolgreichste Spieler im Kalenderjahr 2021.
Bei der Weltmeisterschaft 2022 erreichte er mit Siegen über Keane Barry und Gabriel Clemens erstmals das Achtelfinale. Dort verlor er in einem hochklassigen Spiel knapp gegen den späteren Finalisten Michael Smith. In allen drei Spielen hatte Clayton einen Average von über 100 gespielt, gegen Barry mit 103,70 den dritthöchsten Match-Average des Turniers. Mit einem Turnier-Average von über 102 belegt Clayton den ersten Platz.
Beim PDC Awards Dinner gewann Clayton die Wahlen zum Fans’ Player of the Year und zum Players’ Player of the Year und war auch unter den Nominierten zum Player of the Year. Sein WM-Spiel gegen Smith wurde zur Televised Performance of the Year gekürt, womit diese Auszeichnung erstmals seit 2014 nicht an einen Sieg über Michael van Gerwen verliehen wurde. Claytons Viertelfinale des Masters gegen James Wade war ebenfalls nominiert.

### 2022

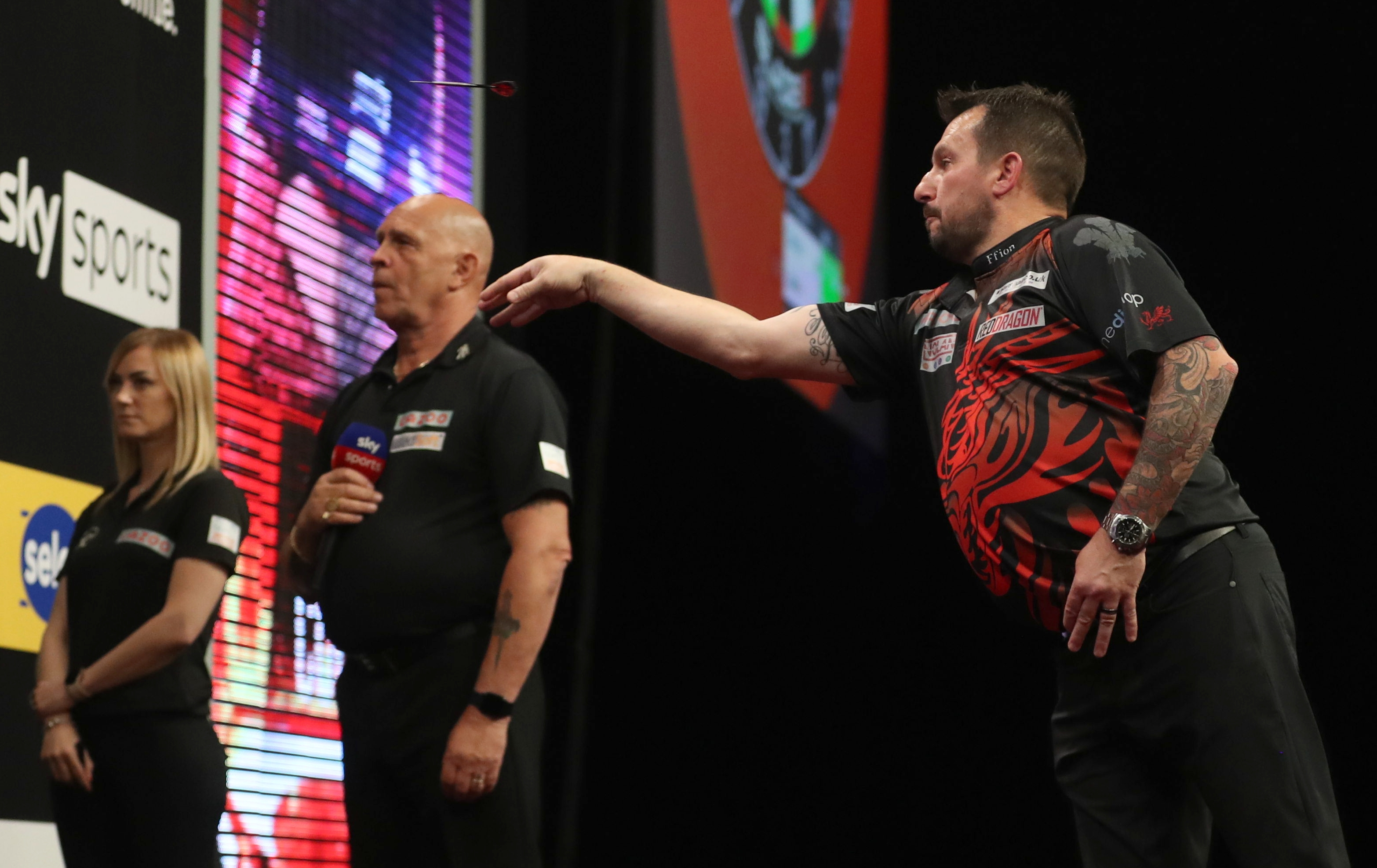
Jonny Clayton in den Play-offs der Premier League 2022

Bei den Masters 2022 gelang Clayton bis ins Halbfinale gegen Dave Chisnall. Bei der neu strukturierten Premier League Darts 2022 unterlag er am ersten Spieltag im Finale, am zweiten konnte er selbiges gewinnen. Bei den UK Open scheiterte er im Achtelfinale mit 8:10 an Damon Heta. Danach gelang dem Waliser der Tagessieg am achten, elften und dreizehnten Spieltag der Premier League. Er erreichte als Tabellenerster die Play-offs in Berlin, verlor aber dort bereits das Halbfinale gegen Joe Cullen.
Eine knappe Woche später erreichte Clayton beim World Cup of Darts 2022 mit Gerwyn Price das Finale, das aber die Australier Damon Heta und Simon Whitlock für sich entscheiden konnten. Am 11. Juli erreichte Clayton sein erstes Finale bei den Players Championships 2022, das er gegen Brendan Dolan verlor. Rund zwei Wochen später schied er hingegen beim World Matchplay bereits in der ersten Runde gegen Rowby-John Rodriguez aus.
Auf der World Series of Darts 2022 spielte Clayton bei fünf der sechs Events. Beim US Darts Masters 2022 Anfang Juni, dem ersten PDC-Turnier im Madison Square Garden in New York City, unterlag er im Viertelfinale knapp gegen Gerwyn Price. Beim Queensland Darts Masters 2022 schied er in der ersten Runde überraschend deutlich gegen den Neuseeländer Haupai Puha aus. Die Revanche gelang bereits eine Woche später, als die beiden Spieler in der ersten Runde des New South Wales Darts Masters 2022 erneut aufeinander trafen. Clayton siegte auch in allen weiteren Partien der Veranstaltung und gewann so am 20. August seinen einzigen Titel in diesem Jahr. Sowohl Clayton als auch sein Finalgegner James Wade hatten zuvor bereits die World Series of Darts Finals, aber kein reguläres World-Series-Event gewonnen. Eine Woche später erreichte Clayton auch bei den New Zealand Darts Masters 2022 das Endspiel, das er gegen Gerwyn Price verlor. Bei den World Series of Darts Finals 2022 spielte sich der Titelverteidiger bis ins Halbfinale gegen Dirk van Duijvenbode.
Beim World Grand Prix 2022 scheiterte Clayton im Achtelfinale an Dimitri Van den Bergh, womit ihm die Titelverteidigung in keinem Major gelungen war. Auch bei der European Darts Championship endete die Teilnahme in der Runde der letzten 16; Gegner war Dave Chisnall. Beim Grand Slam gewann Clayton seine ersten beiden Gruppenspiele gegen Leonard Gates und Jermaine Wattimena mit jeweils 5:0, womit das Erreichen der KO-Phase bereits vorzeitig feststand. Im letzten Gruppenspiel unterlag er Damon Heta und im Achtelfinale folgte das Aus gegen Alan Soutar. Bei den Players Championship Finals gelang Clayton in der ersten Runde erneut ein Whitewash, diesmal ein 6:0 gegen John O’Shea. Nach drei weiteren Siegen verlor er im Halbfinale gegen Rob Cross.
Bei der Weltmeisterschaft 2022/23 erreichte Clayton nach Siegen über Danny van Trijp, Brendan Dolan und den Newcomer des Jahres Josh Rock erstmals das Viertelfinale. Dieses verlor er gegen Dimitri Van den Bergh.

### 2023
Bei den Masters 2023 unterlag Clayton im Viertelfinale Peter Wright, bei der UK Open im Achtelfinale dem Deutschen Martin Schindler. Für die Premier League Darts 2023 erhielt Clayton erneut eine Wildcard. An den ersten acht Tagen gewann er aber nur vier Spiele, ehe er zwei Tagessiege in Folge einfahren konnte und damit erstmals auf einen Playoff-Qualifikationsplatz rückte. Am 23. April gewann Clayton die Austrian Darts Open 2023 nach einem Finale gegen Josh Rock. Es war sein zweiter Titel auf der European Tour, nachdem er das gleiche Turnier fünf Jahre zuvor schon einmal gewonnen hatte, und sein erster Ranking-Titel seit dem World Grand Prix 2021. Vor dem letzten Spieltag der Gruppenphase der Premier League belegte Clayton den vierten Platz. Regelbedingt kam es zum direkten Duell gegen den fünftplatzierten Nathan Aspinall. Der Engländer konnte das Spiel zwar gewinnen, unterlag in der zweiten Runde aber Gerwyn Price, wodurch er punktgleich hinter Clayton blieb, der einen Tagessieg mehr geschafft hatte. So erreichte Clayton zum dritten Mal in Folge die Playoffs. Am 21. Mai traf Clayton im Endspiel der Players Championship 12 erneut auf Rock und konnte abermals gewinnen. Am 25. Mai schied er aber nach einer Niederlage gegen Price erneut im Halbfinale der Premier-League-Playoffs aus. Im Juni gewann Clayton an der Seite von Gerwyn Price den World Cup of Darts 2023. Damit hatte das Team in vier aufeinanderfolgenden Turnieren dreimal das Finale erreicht und zweimal gewonnen. Beim World Matchplay 2023 erreichte Clayton nach Siegen über Gabriel Clemens, Dimitri Van den Bergh, Ryan Searle und Luke Humphries das Finale, das er deutlich gegen Nathan Aspinall verlor.
Die zweite Jahreshälfte hielt für den mit dem Verlust seines Vaters hadernden Clayton wenige Highlights bereit. Nach einer Achtelfinal-Niederlage gegen Rob Cross bei den World Series Finals endeten das World Grand Prix und die European Championship für Clayton bereits in der ersten Runde. Beim Grand Slam war in der Gruppenphase Schluss, bei den Players Championship Finals reichte es für die zweite Runde.

### 2024
Trotz nicht sonderlich überzeugender Leistungen gelang es Clayton sich bei der WM 2024 mit Siegen über Steve Lennon und Krzysztof Ratajski bis ins Achtelfinale vorzuspielen. Hier unterlag er dann Rob Cross. Bei den Masters verlor sein Auftaktspiel gegen Ratajski. Für die Premier League erhielt er erstmals seit 2020 keine Einladung. Bei den UK Open erreichte er das Achtelfinale. Bei der Dutch Darts Championship 2024 hätte er gemäß Ranking in der ersten Runde antreten müssen, rückte aber wegen mehrerer Absagen auf den letzten Platz der Setzliste für Runde zwei nach und spielte sich bis ins Finale, das er gegen Josh Rock verlor. Für den World Cup of Darts Ende Juni sagte Gerwyn Price kurzfristig ab, weswegen Clayton gemeinsam mit Jim Williams antrat. Die beiden schieden jedoch bereits im ersten Spiel gegen Kroatien aus. Am 3. Juli gewann Clayton das Players Championship 14. Beim folgenden World Matchplay 2024 siegte er in Runde eins über Raymond van Barneveld, das nächste Spiel verlor er gegen Dimitri Van den Bergh. Beim World Grand Prix 2024 erreichte Clayton das Viertelfinale; nach dem Turnier war er erstmals der am besten platzierte walisische Spieler in der PDC Order of Merit. Bei der European Darts Championship 2024 erreichte Clayton das Achtelfinale, bei den Players Championship Finals 2024 verlor er bereits sein erstes Spiel. Bei der PDC World Darts Championship erreichte er mit Siegen über Mickey Mansell und Daryl Gurney das Achtelfinale, das er gegen Gerwyn Price verlor.

### 2025
Beim neu strukturierten World Masters 2025 spielte Clayton in der ersten Runde gegen Martin Schindler mit 112,77 den besten Average seiner Karriere und der Hauptrunde des Turniers. Nach weiteren Siegen über Ryan Searle, Luke Littler und Dimitri Van den Bergh stand er im Finale gegen Luke Humphries und verlor dieses knapp mit 5:6.
Am 15. April gewann Clayton mit Players Championship 14 das 500. jemals ausgetragene Players-Championship-Turnier. Er spielte dabei in sechs der sieben Spiele einen 100+-Average. Am 25. Mai gewann er die Dutch Darts Championship.

## Weltmeisterschaftsresultate

### PDC
- 2017: 2. Runde (1:4-Niederlage gegen  Ian White)
- 2018: 1. Runde (0:3-Niederlage gegen  Jamie Lewis)
- 2019: 2. Runde (1:3-Niederlage gegen  Dimitri Van den Bergh)
- 2020: 3. Runde (0:4-Niederlage gegen  Stephen Bunting)
- 2021: 3. Runde (3:4-Niederlage gegen  Joe Cullen)
- 2022: Achtelfinale (3:4-Niederlage gegen  Michael Smith)
- 2023: Viertelfinale (3:5-Niederlage gegen  Dimitri Van den Bergh)
- 2024: Achtelfinale (0:4-Niederlage gegen  Rob Cross)
- 2025: Achtelfinale (2:4-Niederlage gegen  Gerwyn Price)

## Turnierergebnisse
| Turnier                                    | 2012               | 2013               | 2014               | 2015                           | 2016                           | 2017                           | 2018                           | 2019                           | 2020                           | 2021                           | 2022                           | 2023                           | 2024                           | 2025                           |
| ------------------------------------------ | ------------------ | ------------------ | ------------------ | ------------------------------ | ------------------------------ | ------------------------------ | ------------------------------ | ------------------------------ | ------------------------------ | ------------------------------ | ------------------------------ | ------------------------------ | ------------------------------ | ------------------------------ |
| BDO-Major-Turniere                         |                    |                    |                    |                                |                                |                                |                                |                                |                                |                                |                                |                                |                                |                                |
| World Masters                              | 1R                 | VR                 | nicht teilgenommen | nicht teilgenommen             | nicht teilgenommen             | nicht teilgenommen             | nicht teilgenommen             | nicht teilgenommen             | Verband insolvent              | Verband insolvent              | Verband insolvent              | Verband insolvent              | Verband insolvent              | Verband insolvent              |
| WDF-Platin-/Major-Turniere                 |                    |                    |                    |                                |                                |                                |                                |                                |                                |                                |                                |                                |                                |                                |
| WDF World Cup Einzel                       | n/a                | 1R                 | n/a                | n/t                            | n/a                            | n/t                            | n/a                            | n/t                            | nicht ausgetragen              | nicht ausgetragen              | nicht ausgetragen              | n/t                            | n/a                            | n/t                            |
| WDF Europe Cup Einzel                      | HF                 | n/a                | 2R                 | n/a                            | n/t                            | n/a                            | n/t                            | n/a                            | n/t                            | n/a                            | n/t                            | n/a                            | n/t                            | n/a                            |
| PDC-Ranking-Turniere                       |                    |                    |                    |                                |                                |                                |                                |                                |                                |                                |                                |                                |                                |                                |
| Weltmeisterschaft                          | nicht teilgenommen | nicht teilgenommen | nicht teilgenommen | nicht teilgenommen             | n/q                            | 2R                             | 1R                             | 2R                             | 3R                             | 3R                             | AF                             | VF                             | AF                             | AF                             |
| World Masters                              | nicht ausgetragen  | nicht ausgetragen  | nicht ausgetragen  | nicht ausgetragen              | nicht ausgetragen              | nicht ausgetragen              | nicht ausgetragen              | nicht ausgetragen              | nicht ausgetragen              | nicht ausgetragen              | nicht ausgetragen              | nicht ausgetragen              | nicht ausgetragen              | F                              |
| UK Open                                    | n/t                | n/t                | n/t                | 1R                             | 2R                             | 3R                             | 4R                             | 5R                             | HF                             | AF                             | AF                             | AF                             | AF                             | HF                             |
| World Matchplay                            | n/t                | n/t                | n/t                | nicht qualifiziert             | nicht qualifiziert             | nicht qualifiziert             | 1R                             | 1R                             | 1R                             | AF                             | 1R                             | F                              | AF                             | HF                             |
| World Grand Prix                           | n/t                | n/t                | n/t                | nicht qualifiziert             | nicht qualifiziert             | nicht qualifiziert             | 1R                             | 1R                             | AF                             | S                              | AF                             | 1R                             | VF                             |                                |
| Grand Slam of Darts                        | nicht qualifiziert | nicht qualifiziert | nicht qualifiziert | GP                             | n/q                            | n/q                            | VF                             | n/q                            | AF                             | VF                             | AF                             | GP                             | n/q                            |                                |
| European Championship                      | n/t                | n/t                | n/t                | n/q                            | n/q                            | AF                             | 1R                             | AF                             | HF                             | n/q                            | AF                             | 1R                             | AF                             |                                |
| Players Championship Finals                | n/t                | n/t                | n/t                | n/q                            | 1R                             | F                              | VF                             | 1R                             | 2R                             | HF                             | HF                             | 2R                             | 1R                             |                                |
| PDC-Turniere ohne Einfluss auf das Ranking |                    |                    |                    |                                |                                |                                |                                |                                |                                |                                |                                |                                |                                |                                |
| The Masters                                | n/a                | nicht qualifiziert | nicht qualifiziert | nicht qualifiziert             | nicht qualifiziert             | nicht qualifiziert             | nicht qualifiziert             | AF                             | VF                             | S                              | HF                             | VF                             | 1R                             | n/a                            |
| Premier League Darts                       | nicht eingeladen   | nicht eingeladen   | nicht eingeladen   | nicht eingeladen               | nicht eingeladen               | nicht eingeladen               | nicht eingeladen               | nicht eingeladen               | C                              | S                              | HF                             | HF                             | n/t                            | n/t                            |
| World Cup of Darts                         | nicht teilgenommen | nicht teilgenommen | nicht teilgenommen | nicht teilgenommen             | nicht teilgenommen             | nicht teilgenommen             | VF                             | 1R                             | S                              | HF                             | F                              | S                              | AF                             | F                              |
| World Series Finals                        | n/a                | n/a                | n/a                | n/q                            | n/t                            | 1R                             | n/q                            | VF                             | n/q                            | S                              | HF                             | AF                             | 1R                             |                                |
| Karrierestatistiken                        |                    |                    |                    |                                |                                |                                |                                |                                |                                |                                |                                |                                |                                |                                |
| Jahresendplatzierung                       | unbekannt          | unbekannt          | unbekannt          | 74                             | 60                             | 31                             | 15                             | 16                             | 17                             | 8                              | 7                              | 9                              | 7                              |                                |
| Verband                                    | BDO                | BDO                | BDO                | Professional Darts Corporation | Professional Darts Corporation | Professional Darts Corporation | Professional Darts Corporation | Professional Darts Corporation | Professional Darts Corporation | Professional Darts Corporation | Professional Darts Corporation | Professional Darts Corporation | Professional Darts Corporation | Professional Darts Corporation |

| Legende zu den Turnierergebnissen | Legende zu den Turnierergebnissen | Legende zu den Turnierergebnissen | Legende zu den Turnierergebnissen | Legende zu den Turnierergebnissen | Legende zu den Turnierergebnissen | Legende zu den Turnierergebnissen | Legende zu den Turnierergebnissen | Legende zu den Turnierergebnissen | Legende zu den Turnierergebnissen |
| --------------------------------- | --------------------------------- | --------------------------------- | --------------------------------- | --------------------------------- | --------------------------------- | --------------------------------- | --------------------------------- | --------------------------------- | --------------------------------- |
| n/t                               | nicht teilgenommen                | n/q                               | nicht qualifiziert                | n/a                               | nicht ausgetragen                 | #R                                | Aus in jeweiliger Runde           | GP                                | Aus in der Gruppenphase           |
| AF                                | Achtelfinalist                    | VF                                | Viertelfinalist                   | HF                                | Halbfinalist                      | F                                 | Turnierfinalist                   | S                                 | Turniersieger                     |

## Titel

### PDC
- TV-Turniere
  - World Cup of Darts: 2020, 2023
  - The Masters: 2021
  - Premier League Darts: 2021
  - World Grand Prix: 2021
  - World Series of Darts Finals: 2021
- Pro Tour
  - Players Championships
    - Players Championships 2017: 22
    - Players Championships 2019: 10
    - Players Championships 2021: 4, 7
    - Players Championships 2023: 12
    - Players Championships 2024: 14
    - Players Championships 2025: 14

  - European Darts Tour
    - European Darts Tour 2018: (1) Austrian Darts Open
    - European Darts Tour 2023: (1) Austrian Darts Open
    - European Darts Tour 2025: (1) Dutch Darts Championship
- World Series of Darts
  - World Series of Darts 2022: (1) New South Wales Darts Masters

### Andere
- 2016: Worthingtons Darts Champion of Champions

## Privates
Jonny Clayton ist verheiratet und hat eine Tochter und einen Sohn. Seinen Beruf als Stuckateur übte er auch noch lange Zeit parallel zu seiner Tätigkeit als Darts-Profi aus.